# Dendrophidion crybelum
Dendrophidion crybelum — вид змій родини полозових (Colubridae). Мешкає в Коста-Риці.

## Поширення і екологія
Dendrophidion crybelum відомі з типової місцевості, розташованої на тихоокеанських схилах південно-західної Коста-Рики, в долині річки Кото-Брус. Ймовірно, вони також мешкають в сусідніх районах Панами.